# Yodobashi Camera
Yodobashi Camera är en japansk hemelektronikkedja som säljer kameror, datorer, mobiltelefoner och annan hemelektronik. Yodobashi Camera har gigantiska varuhus i Osaka och i Akihabara i Tokyo och många stora och små butiker runt om i Japan.